# British Rail Clase 04
La British Rail Clase 04 es una clase de locomotoras diésel de maniobras 0-6-0, fabricada entre 1952 y 1962. Sirvió de base para el diseño posterior de la locomotora de la Clase 03, construida en los talleres de British Rail.

## Historia
La locomotora prototipo fue construida en 1947 y sirvió como locomotora de maniobras departamental en el depósito de Hither Green con el número DS1173, antes de ser transferida a la lista de capital social como D2341 en 1967.
Las locomotoras Clase 04 fueron suministradas por la Drewry Car Co., que en ese momento (y durante la mayor parte de su existencia) no tenía capacidad de fabricación. Drewry subcontrató el trabajo de fabricación a dos constructores, que ya habían producido otras locomotoras bajo el mismo tipo de acuerdo. Las primeras locomotoras (incluida la DS1173) fueron construidas por la Vulcan Foundry, y las unidades posteriores fueron construidas por Robert Stephenson and Hawthorns.

### Evolución del diseño
Se puede ver una clara línea de desarrollo en la Clase 04 de las locomotoras 0-4-0DM construidas por Andrew Barclay y Drewry/Vulcan Foundry a principios de la década de 1940. Se habían construido locomotoras 0-6-0DM similares antes de la primera Clase 04, y otras se construyeron para uso industrial.
El diseño continuó desarrollándose durante el período de construcción, aunque esto generalmente se limitó a cambios menores, incluido el diámetro de las ruedas.
El primer lote (4 máquinas numeradas 11100-11103, más tarde D2200-D2203) estaba equipado para su uso tranviario (véase más abajo).
El segundo lote (6 máquinas numeradas 11105-11110, más tarde D2204-D2209) se equiparon con tubos de escape cónicos (el primer lote inicialmente tenía un "orificio" de escape simple, luego se le agregó un tubo de escape largo, delgado y recto) y con las ventanas delanteras de la cabina redondeadas (en lugar de las ventanas rectangulares del primer lote); estos cambios continuaron en todos los lotes posteriores.
Desde el cuarto lote (comenzando con la 11121, luego D2215), la pequeña ventana lateral de la cabina de los lotes anteriores fue reemplazada por una ventana mucho más grande, cuya mitad trasera se podía abrir. El diámetro de la rueda también se incrementó de 3,25 pies (99,1 cm) a 3,5 pies (106,7 cm).
A partir de la locomotora D2274, se volvió a aumentar el diámetro de la rueda, de 3,5 pies (106,7 cm) a 3 7/12 de pie (109,2 cm). Se recortó la placa de rodadura delantera y se insertaron los escalones para proporcionar una ubicación más segura para un operario de maniobras que viajaba en la locomotora. Para facilitar esto, el tanque del depósito del freno de aire recto de la locomotora se reubicó debajo del centro de la placa de rodadura. Esta es la versión representada por el kit de plástico de Airfix/Dapol.

### Uso en tranvías
Las primeras cuatro de estas locomotoras (11100-11103, más tarde D2200-D2203) fueron equipadas con faldones laterales y deflectores para su uso en el Tranvía de Wisbech y Upwell y en el sistema de tranvías de Yarmouth Docks, ya que la ley británica requería que las locomotoras que circulasen por vías de una calle sin vallas estuvieran equipadas de ese modo para la protección de peatones y animales. Al menos dos máquinas posteriores (11111/D2210 y 11113/D2212) también fueron equipadas con faldones para su uso en el sistema del tranvía de los muelles de Ipswich.

### Uso
La clase se distribuyó por todo el sistema del British Rail, pero la significativa disminución del tráfico para el que fueron diseñadas se tradujo en un gran excedente de máquinas de maniobra en la red. Con esta reducción, se decidió estandarizar la Clase 03 como máquina de maniobras ligero diésel-mecánicas y las Clase 08 y 09 como máquinas de maniobras diésel-eléctricas más grandes, lo que llevó a la retirada de los máquinas de la Clase 04.

## Detalles técnicos

### Resumen
Mecánicamente eran idénticas a la Clase 03, con el mismo motor Gardner de 24 litros, engranajes epicíclicos de 5 velocidades y el mismo diseño general. Tenían un capó recto desde la parte delantera hasta la cabina trasera, a diferencia de las 03, que sobresalían más hacia la parte trasera (sobre el tanque de combustible más grande), y el techo redondeado de la cabina se unía a los lados en ángulo en lugar de con una curva como en la 03, con un pequeño alero en todo el contorno. El diseño interno de la cabina era casi simétrico para permitir que el conductor trabajara desde cualquier lado según fuera necesario.

### Tren de impulsión
El motor era un Gardner 8L3 de 8 cilindros y 4 tiempos, que desarrollaba 204 HP (206,8 CV) a 1200 rpm, conectado a una transmisión Wilson-Drewry CA5 R7 epicicloidal de 5 velocidades, con bisel en espiral RF11 inverso y unidad de transmisión final montada en un eje intermedio. El impulso a las ruedas se realizaba mediante unas bielas de acoplamiento aplicadas sobre el eje intermedio.

## Números

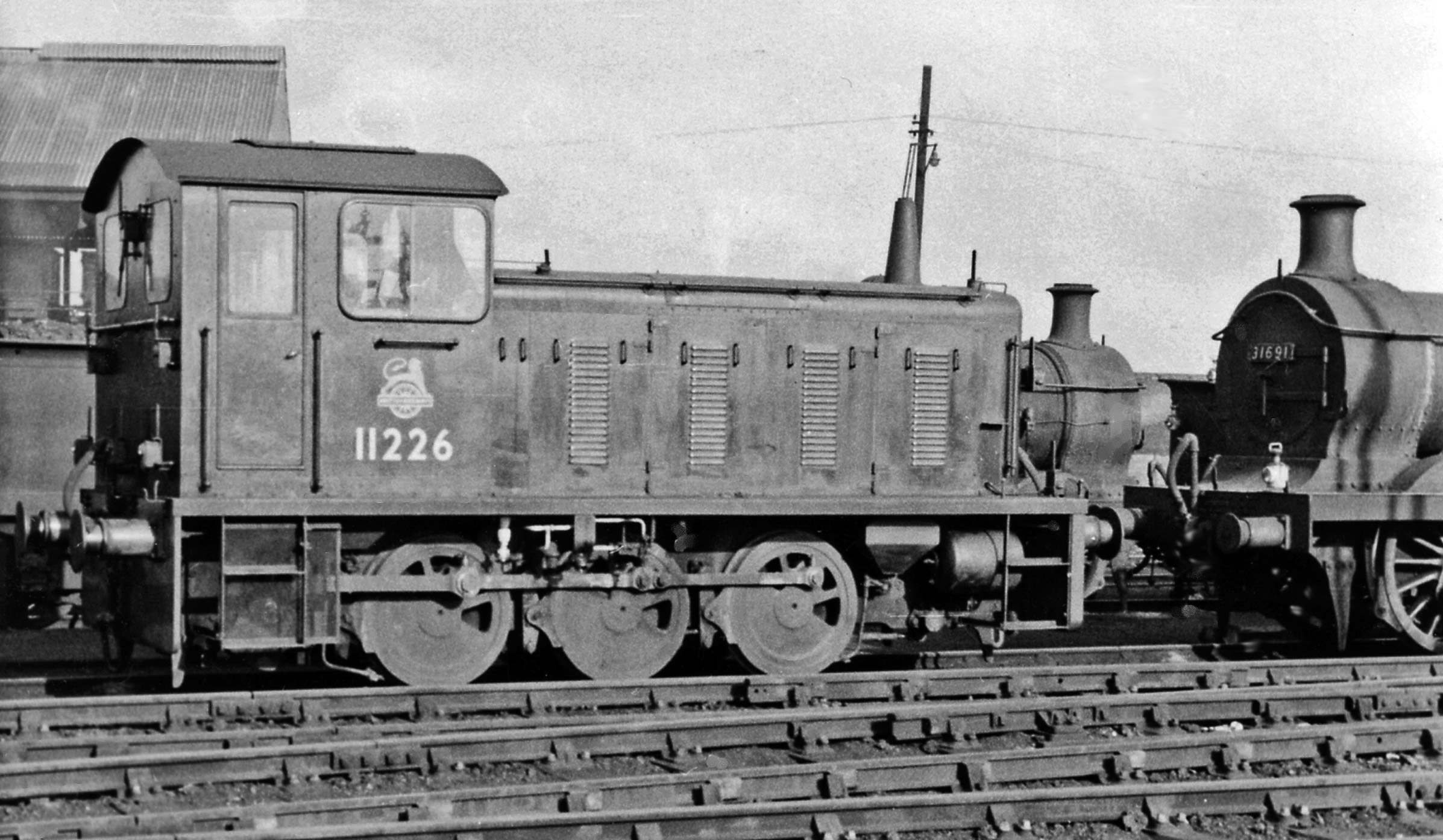
Locomotora 11226 en las cocheras de Hither Green (marzo de 1960)

El prototipo (de 1947) fue numerado DS1173 para el servicio departamental. Las primeras 60 unidades de producción (de 1952) se numeraron en las secuencias 11100-11103, 11105-11115, 11121-11135, 11149-11160 y 11212-11229.
A partir de 1957, las nuevas unidades de producción recibieron números en la serie de numeración de prefijo D ("Pre-TOPS"). Todas las unidades existentes se volvieron a numerar en la misma serie, secuencialmente de D2200 a D2259, y las nuevas unidades de producción continuaron desde D2260 a D2340. Finalmente, el prototipo de locomotora dejó el servicio departamental y entró en la flota de servicio, siendo re-numerado como D2341; así, al ejemplo más antiguo de la clase se le asignó el último número en la secuencia de numeración.

## Retiro
Las Clase 04 se retiraron antes que las Clase 03, quedando fuera de servicio entre junio de 1967 y mayo de 1972. Algunas se vendieron para su reutilización en la industria. Cuatro se exportaron a Italia alrededor de 1972, con la unidad D2289 todavía en servicio hasta 2012.
| Año  | Unidades en servicio hasta comienzo del año | Unidades retiradas | Números |
| ---- | ------------------------------------------- | ------------------ | --- |
| 1967 | 142                                         | 13                 | D2203/07/54/63/66/73/75/88/90–92, D2303/39.                                                                                               |
| 1968 | 129                                         | 74                 | D2200–02/08–09/13–14/18–22/24/26–28/30/32–36/38/40/45–46, D2250–52/55–57/59/62/68–70/81/86–87/98, D2301/04–09/11–16/18–29/31/34–38/40–41. |
| 1969 | 55                                          | 28                 | D2204–06/15/25/29/31/37/42–43/47/53/64/67/71/74/76–77/83/85/96, D2300/02/10/17/30/32–33.                                                  |
| 1970 | 27                                          | 15                 | D2210–12/44/48–49/58/60–61/65/72/78/82/97/99.                                                                                             |
| 1971 | 12                                          | 12                 | D2216–17/23/39/41/79–80/84/89/93–95. |
| 1972 | 0                                           | 0                  | D2217 (reinstalada y retirada). |

## Conservación
Se han conservado 21 ejemplares de la clase, de los que 20 eran locomotoras BR Clase 04 y 1 era del mismo tipo, pero operada de forma privada por el CEGB. Otra máquina conservada, la D2267, se desechó en 2003, quedando 20 preservadas, con 19 operadas originalmente por British Rail.
| Número                   | Imagen | Fecha de construcción | Destino original   | Propietario                          | Localización                                  | Estado                   | Notas |
| ------------------------ | ------ | --------------------- | ------------------ | ------------------------------------ | --------------------------------------------- | ------------------------ | --- |
| D2203                    |        | 19/07/1952            |                    |                                      | Ferrocarril de vapor de Embsay & Bolton Abbey | Operacional              | Única locomotora conservada del Wisbech and Upwell Tramway.Saw further use at Hemel Hempstead Lightweight Concrete Ltd. |
| D2205                    |        | 14/03/1953            | Thornaby           | Heritage Shunters Trust              | Rowsley South, Peak Rail                      | En restauración          | Localizada en Middlesbrough y vendida a la Autoridad Portuaria en 1969. Conservada en el Kent and East Sussex Railway, y luego en el West Somerset Railway. Vendida a Heritage Shunters Trust en octubre de 2012. |
| D2207                    |        | 14/02/1953            |                    | Ferrocarril de North Yorkshire Moors | Ferrocarril de North Yorkshire Moors          | Operacional              | Revisión completa terminada en 2018. Verde BR con rayas de avispa. Generalmente con sede en Pickering C&W. |
| D2229                    |        | 28/11/1955            |                    | Heritage Shunters Trust              | Rowsley South, Peak Rail                      | Almacenada, fuera de uso | Tras venderla BR, operada por National Coal Board en Manton Wood Colliery, Worksop. |
| D2245                    |        | 12/11/1956            | Leeds Neville Hill | Privado                              | Ferrocarril Ligero de Derwent Valley (York)   | Operacional              | Anteriormente propiedad del Ferrocarril Ligero de Derwent Valley. |
| D2246                    |        | 06/12/1956            |                    | Devon Diesel Society                 | South Devon Railway                           | Operacional              | Vio un uso adicional en P.D. Fules Ltd., en el Depósito de Concentración de Carbón de Crawley. |
| D2267                    |        | 20/01/1958            |                    |                                      | North Norfolk Railway                         | Desechada                | Vio un uso adicional en la Ford Motor Co. Ltd., Dagenam |
| D2271                    |        | 14/03/1958            |                    | South Devon Railway                  | South Devon Railway                           |                          | |
| D2272                    |        | 28/03/1958            |                    | Heritage Shunters Trust              | Peak Rail                                     | Almacenada, fuera de uso | Vio un uso adicional en British Fuel Co., en el Depósito de Concentración de Carbón de Blackburn. |
| D2279                    |        | 15/02/1960            |                    | Museo del Ferrocarril East Anglian   | Museo del Ferrocarril East Anglian            | Operacional              | Pintada en Vderde BR con rayas de avispa. Se utiliza habitualmente para maniobras y en trenes de pasajeros ocasionales. |
| D2280                    |        | 1960                  |                    | Gloucestershire Warwickshire Railway | Gloucestershire Warwickshire Railway          | Sometida a revisión      | Vio un uso adicional en la Ford Motor Co. Ltd., Dagenham |
| D2284                    |        | 25/03/1960            |                    | Heritage Shunters Trust              | Peak Rail                                     | Almacenada, fuera de uso | Vio un uso adicional en NCB Woolley Colliery |
| D2289                    |        | 00/00/1960            |                    |                                      | Heritage Shunters Trust                       | Sometida a revisión      | |
| D2298                    |        | 11/10/1960            |                    |                                      | Buckinghamshire Railway Centre                | Sometida a revisión      | |
| D2302                    |        | 31/10/1960            |                    |                                      | D2578 Locomotive Group, Moreton Business Park |                          | Vio un uso adicional en British Sugar, factoría de Allscott |
| D2310                    |        | 22/12/1960            |                    |                                      | Battlefield Line                              | Operacional              | Se usó en Coal Mechanization (Tolworth) Ltd., en el Depósito de Concentración de Carbón de Tolworth |
| D2324                    |        | 26/04/1961            |                    |                                      | Barrow Hill Roundhouse                        |                          | Vio un uso adicional en Southern Depot Co., en el Depósito de Concentración de Carbón del NCB en Aylesbury. |
| D2325                    |        | 29/04/1961            |                    |                                      | Museo del Ferrocarril de Mangapps             | Operacional              | |
| D2334                    |        | 25/07/1961            | Heaton             | Privado                              | Mid-Norfolk Railway                           | Sometida a revisión      | Construida por RS&H, en Darlington Works en 1961; asignada a Heaton desde el 25 de julio de 1961; Percy Main (North Shields) desde el 8 de junio de 1963; Gateshead desde el 30 de enero de 1965; Darlington desde el 24 de febrero de 1968. Vendida al National Coal Board 1968 para Manvers Main Colliery, luego Wath, luego Thurcroft y finalmente Maltby. Vendida para su conservación en 1985. |
| D2337                    |        | 30/08/1961            |                    | Heritage Shunters Trust              | Peak Rail                                     | Almacenada, fuera de uso | Vio un uso adicional en la planta de preparación de carbón y mina de carbón de NCB Manvers, donde recibió el nombre de "DOROTHY". |
| 2574 (número de fábrica) |        | 10/12/1957            |                    | Privado                              | Gloucestershire Warwickshire Railway          | Operacional              | Nunca de BR, sino la segunda de las dos construidas por RS&H después de 11212 (DC/RSH 2572/7858, más tarde D2242) y antes de 11213 (DC/RSH 2575/7862, más tarde D2243), para uso industrial en la Willington Power Station. En realidad, es la DC/RSH 2574/7860, pero ha sido pintada para hacerse pasar por D2260 (número de estilo antiguo 11230). La D2260 original se desechó en 1983.          |

## Máquinas relacionadas

### Unidades industriales británicas
Se suministraron varias locomotoras industriales casi idénticas a diversas empresas privadas del Reino Unido. Un ejemplar (número de fábrica 2252) suministrado a Adams Newport en 1948, se conserva en el Museo del Ferrocarril de Mangapps, donde se ha modificado para recrear un Tranvía Wisbech y Upwell Clase 04, utilizando el número 11104, que no formó parte de la secuencia de numeración de la Clase 04 real.

### Máquinas exportadas
El diseño de la Clase 04 fue la base de algunas máquinas industriales de vía estrecha construidas para su exportación. Un ejemplo fue la Tasmanian Government Railways Clase V que funcionaba con un ancho de vía de 3 pies 6 pulgadas (106,7 cm), lo que requería un diseño de bastidor exterior, que era la principal diferencia visible. Australia Occidental también tenía un motor similar utilizado por la autoridad de energía en ese momento también en ancho de 3'6".

### En la ficción
El primer lote (estilo tranvía) de locomotoras Clase 04 fue la base del personaje de nombre Mavis en los libros "The Railway Series" escritos por el reverendo Wilbert Awdry, y de la serie de televisión subsiguiente "Thomas y sus amigos".

## Modelismo ferroviario
Airfix produjo un kit de plástico (estático) a escala OO en la década de 1960; todavía está disponible en la gama Dapol como kit número C60. Por su parte, Bachmann lanzó un modelo a las escalas N y 00, 0 y 1. También se produjo un modelo a escala HO para ser utilizado como el personaje de Thomas y sus amigos, Mavis.
En escala O, Vulcan comercializó un Kit y Bachmann produjo modelos listos para funcionar.